# Brązowy Medal Obrony za Międzynarodową Służbę
Brązowy Medal Obrony za Międzynarodową Służbę, tłum. dosł. Medal Obrony za Międzynarodową Służbę w Brązie (duń. Forsvarets Medalje for International Tjeneste i Bronze, skr. Fsv.M.I.T.br.) – duńskie wojskowe odznaczenie ustanowione 2 września 2020, o charakterze uzupełniającym dla Medalu Obrony za Międzynarodową Służbę. Okres, za który medal mógł zostać przyznany, rozpoczyna się wstecznie od 1 stycznia 2010.
Brązowy medal nadawany jest przez Szefa Obrony (Forsvarschefen) przedstawicielom duńskiego personelu wojskowego i cywilnego za warty zauważenia i nagrodzenia międzynarodowy wkład. Mogą nim być nagradzani również inni Duńczycy i obcokrajowcy za szczególnie warty zauważenia i nagrodzenia międzynarodowy wkład.
W duńskiej kolejności starszeństwa odznaczeń medal znajduje się obecnie (na listopad 2021) za Medalem Ministerstwa Sprawiedliwości za Międzynarodowy Wysiłek, a przed Odznaką Zasługi za Dobrą Służbę w Rezerwie Obrony.
Medal ma średnicę 30 mm, wykonywany jest z brązu. Na awersie znajduje się główny motyw duńskiego herbu (trzy lwy kroczące w słup i dziewięć serc – podobnie jak dziewięć innych wojskowych medali). Na rewersie umieszczany jest wieniec dębowy, a w jego wnętrzu inskrypcja „FOR DANMARK” (pol. DLA DANII).
Medal mocowany jest do czerwonej, wiązanej w pięciokąt wstążki z jednym wąskim białym paskiem (2 mm) wzdłuż środka.
Kolejne nadania medalu oznacza się arabską liczbą mocowaną do wstążki lub baretki. Jako wyróżnienie za odważne zachowanie przyznawane są złote i srebrne liście dębowe, które również mocowane są do wstążki lub baretki. Takie nadania oznaczane są w następujący sposób: po raz pierwszy – srebrny liść, po raz drugi – złoty liść, po raz trzeci – złoty i srebrny liść, po raz czwarty – dwa złote liście itd. Za nadzwyczajne wysiłki pod międzynarodowym dowództwem można otrzymać brązowy liść dębowy.
Formę medalu wykonał medalier Jan Petersen.